# Springen
Springen é um filme belga de comédia e suspense dirigido por Jean-Pierre De Decker e lançado em 1986. Trata-se de uma adaptação do romance Uit het raam springen moet als nutteloos worden beschouwd, do autor belga Fernand Auwera. 
Foi selecionado como representante da Bélgica à edição do Oscar 1987, organizada pela Academia de Artes e Ciências Cinematográficas.

## Elenco
- Herbert Flack - Axel Woestewey
- Mark Verstraete - Pieter Paul 'Pipo' Himmelsorge
- Maya van den Broecke - Bellina Woestewey